# Ilona Voštová-Motlíková
Ilona Uhlíková (* 9. dubna 1954 Stod), rozená Voštová, je bývalá československá stolní tenistka. Je dvojnásobnou medailistkou z mistrovství světa a dvojnásobnou mistryní Evropy (z let 1968 a 1980). Z juniorských světových šampionátů si přivezla celkem 22 medailí, první, bronzovou, v roce 1966.